# Bóng chuyền tại Đại hội thể thao Đông Nam Á 2021 – Nữ
Nội dung bóng chuyền nữ tại Đại hội Thể thao Đông Nam Á 2021được tổ chức từ ngày 13 đến ngày 22 tháng 5 năm 2022 tại Nhà thi đấu Đại Yên ở tỉnh Quảng Ninh.

## Các đội tuyển tham dự
- Indonesia[1]
- Malaysia[2]
- Philippines[1]
- Thái Lan[1]
- Việt Nam[3]

## Lịch thi đấu

### Vòng loại
|  | Đủ điều kiện để đến trận tranh huy chương Vàng |
|  | Đủ điều kiện để đến trận tranh huy chương Đồng |
|  | Xếp hạng 5                                     |

|      |             | Điểm | Trận đấu | Trận đấu | Set | Set | Set    | Điểm | Điểm | Điểm  |
| Hạng | Đội         | Điểm | T        | B        | T   | B   | Tỷ lệ  | T    | B    | Tỷ lệ |
| ---- | ----------- | ---- | -------- | -------- | --- | --- | ------ | ---- | ---- | ----- |
| 1    | Thái Lan    | 12   | 4        | 0        | 12  | 1   | 12.000 | 314  | 207  | 1.517 |
| 2    | Việt Nam    | 9    | 3        | 1        | 10  | 4   | 2.500  | 326  | 259  | 1.259 |
| 3    | Indonesia   | 6    | 2        | 2        | 7   | 7   | 1.000  | 292  | 279  | 1.047 |
| 4    | Philippines | 3    | 1        | 3        | 4   | 9   | 0.444  | 259  | 295  | 0.878 |
| 5    | Malaysia    | 0    | 0        | 4        | 0   | 12  | 0.000  | 149  | 300  | 0.497 |

|VTV6|VTV6|VTV3|VTV5|VTV6|VTV3|VTV6|VTV6|VTV3
| Ngày       | Thời gian |             | Điểm |             | Set 1 | Set 2 | Set 3 | Set 4 | Set 5 | Tổng  | Nguồn |
| ---------- | --------- | ----------- | ---- | ----------- | ----- | ----- | ----- | ----- | ----- | ----- | ----- |
| 13 tháng 5 | 19:00     | Malaysia    | 0–3  | Philippines | 14–25 | 20–25 | 15–25 |       |       | 49–75 |       |
| 13 tháng 5 | 23:00     | Indonesia   | 1–3  | Việt Nam    | 17–25 | 18–25 | 25–18 | 20–25 |       | 80–93 |       |
| 14 tháng 5 | 1:30      | Thái Lan    | 3–0  | Philippines | 25–15 | 25–13 | 25–14 |       |       | 75–42 |       |
| 15 tháng 5 | 17:00     | Indonesia   | 3–0  | Malaysia    | 25–10 | 25–13 | 25–5  |       |       | 75–28 |       |
| 16 tháng 5 | 20:00     | Thái Lan    | 3–0  | Indonesia   | 25–15 | 25–12 | 25–14 |       |       | 75–41 |       |
| 16 tháng 5 | 1:00      | Việt Nam    | 3–0  | Malaysia    | 25–12 | 25–9  | 25–10 |       |       | 75–31 |       |
| 17 tháng 5 | 19:00     | Philippines | 1–3  | Indonesia   | 23–25 | 25–21 | 15–25 | 20–25 |       | 83–96 |       |
| 17 tháng 5 | 1:00      | Việt Nam    | 1–3  | Thái Lan    | 18–25 | 25–14 | 17–25 | 23–25 |       | 83–89 |       |
| 18 tháng 5 | 22:00     | Malaysia    | 0–3  | Thái Lan    | 11–25 | 18–25 | 12–25 |       |       | 41–75 |       |
| 19 tháng 5 | 1:00      | Philippines | 0–3  | Việt Nam    | 23–25 | 19–25 | 17–25 |       |       | 59–75 |       |

### Vòng chung kết

#### Trận tranh huy chương Đồng
| Ngày       | Thời gian |           | Điểm |             | Set 1 | Set 2 | Set 3 | Set 4 | Set 5 | Tổng  | Nguồn |
| ---------- | --------- | --------- | ---- | ----------- | ----- | ----- | ----- | ----- | ----- | ----- | ----- |
| 21 tháng 5 | 0:30      | Indonesia | 3–1  | Philippines | 25–21 | 22–25 | 25–19 | 25–21 |       | 97–86 |       |

VTV3

#### Trận tranh huy chương Vàng
| Ngày       | Thời gian |          | Điểm |          | Set 1 | Set 2 | Set 3 | Set 4 | Set 5 | Tổng  | Nguồn |
| ---------- | --------- | -------- | ---- | -------- | ----- | ----- | ----- | ----- | ----- | ----- | ----- |
| 22 tháng 5 | 1:30      | Thái Lan | 3–0  | Việt Nam | 25–20 | 25–14 | 25–14 |       |       | 75–48 |       |

VTV3

## Bảng xếp hạng
| Vị trí | Đội         |
| ------ | ----------- |
| 1      | Thái Lan    |
| 2      | Việt Nam    |
| 3      | Indonesia   |
| 4      | Philippines |
| 5      | Malaysia    |